# Pagrus

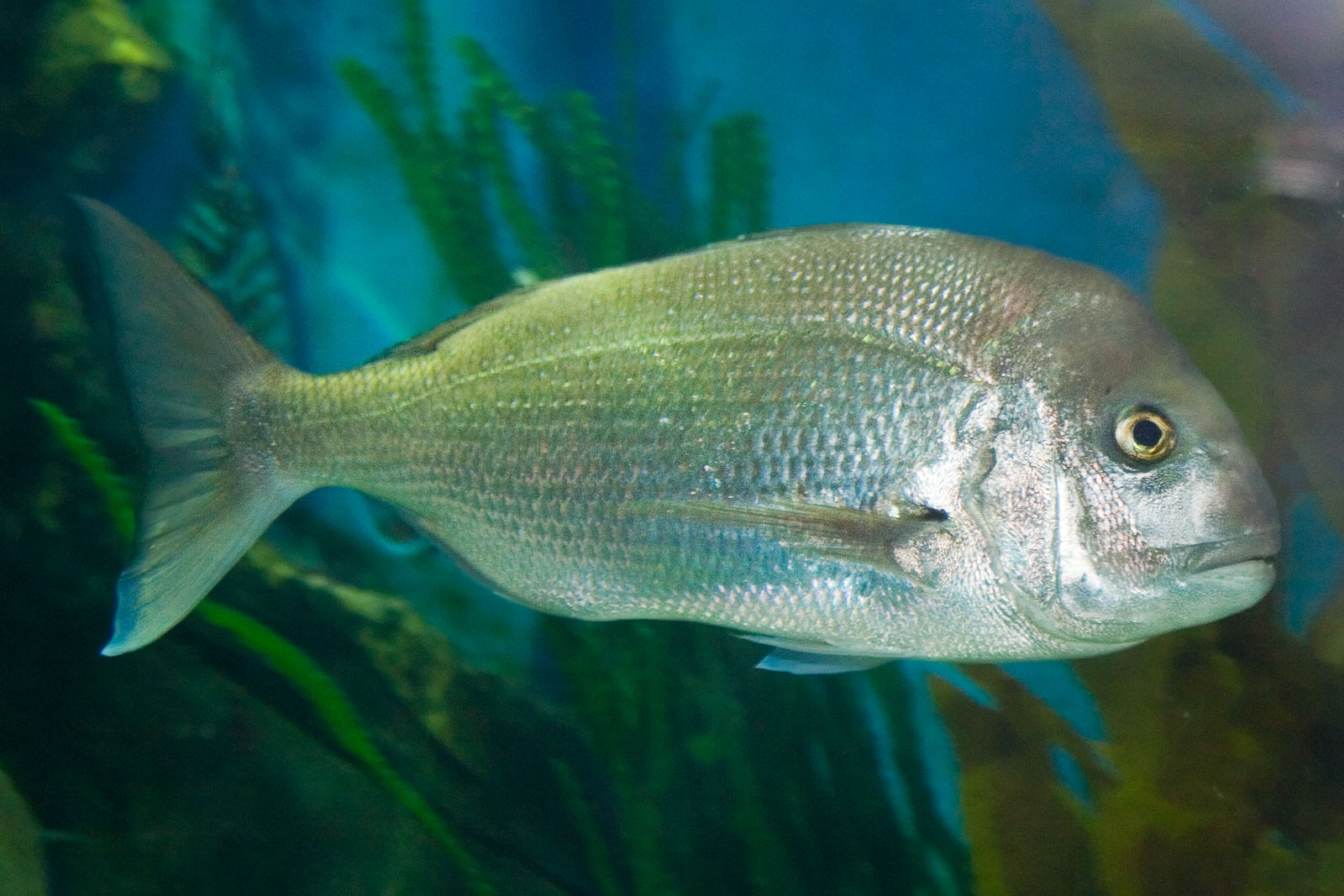
Pagrus auratus

Pagrus és un gènere de peixos pertanyent a la família dels espàrids.

## Morfologia
Cos oblong i comprimit. El perfil superior del cap és convex amb una molt lleu gepa davant dels ulls. Presenta escates a les galtes i l'opercle.
```
Llavis més aviat gruixuts. Té 46 dents semblants a les 
canines
.
[
2
]
```

## Reproducció
Hom creu que totes les espècies són hermafrodites.

## Alimentació
En general, són carnívors.

## Hàbitat
Són peixos litorals o costaners sobre fons diferents.

## Taxonomia
- Pagrus africanus (Akazaki, 1962)[7]
- Pagrus auratus (Forster, 1801)[8][9][10][11][12]
- Pagrus auriga (Valenciennes, 1843)[13]
- Pagre reial (Pagrus caeruleostictus) (Valenciennes, 1830)[14]
- Pagrus major (Temminck & Schlegel, 1843)[15]
- Pagre (Pagrus pagrus) (Linnaeus, 1758)[16][17][18][19][20][21]

## Ús comercial
Tenen una carn de bona qualitat i es comercialitzen frescos, congelats o en forma de farina de peix.